# Celeus
Celeus este un gen de păsări din familia Picidae, care se găsesc în pădurile tropicale și subtropicale din America Centrală și de Sud. Genul conține 13 specii. Una dintre acestea, Celeus obrieni, a fost considerată dispărută până la capturarea unui specimen în 2006.

## Taxonomie
Genul Celeus a fost introdus de zoologul german Friedrich Boie în 1831. Specia tip a fost ulterior desemnată ca ciocănitoarea cu cap galben (Celeus flavescens) de către zoologul englez George Robert Gray în 1840. Numele generic provine din cuvântul grecesc antic keleos pentru o „ciocănitoare verde”. Acest gen este un membru al tribului Picini din subfamilia Picinae din familia ciocănitoarelor, Picidae. Cele mai multe dintre cele 12 specii de Celeus sunt politipice, speciile C. castaneus, C. galeatus și C. obrieni fiind excepții ca monotipice. Marcajele capului au fost principala caracteristică de diagnosticare pentru taxonomie până când recentele analize filogenetice moleculare au adus modificări listei speciilor. Benz și Robbins (2011) în analiza lor ADN a acestui gen au găsit speciile C. loricatus – C. torquatus ca taxoni bazali.

### Specii
Genul conține următoarele 12 specii:
- Celeus loricatus
- Celeus undatus
- Celeus castaneus
- Celeus elegans
- Celeus lugubris
- Celeus flavescens – ciocănitoare cu cap galben
- Celeus ochraceus
- Celeus flavus – ciocănitoare galbenă
- Celeus spectabilis – ciocănitoare cu cap ruginiu
- Celeus obrieni
- Celeus torquatus
- Celeus galeatus

## Galerie

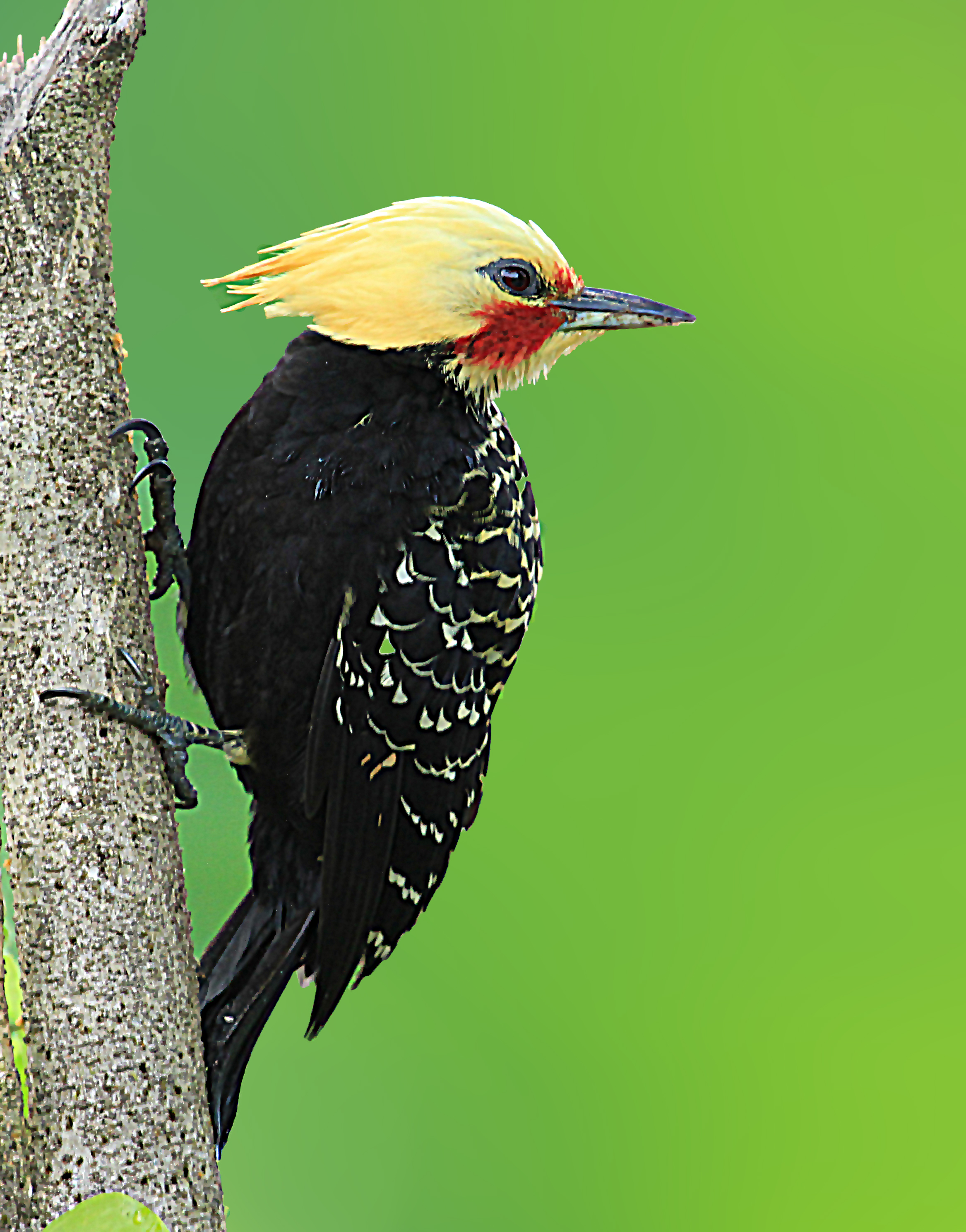
Ciocănitoare cu cap galben
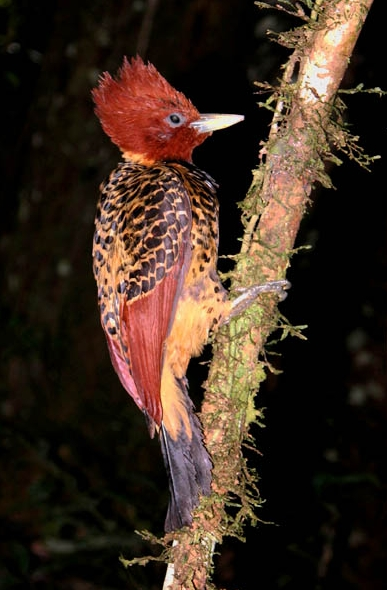
Ciocănitoare cu cap ruginiu
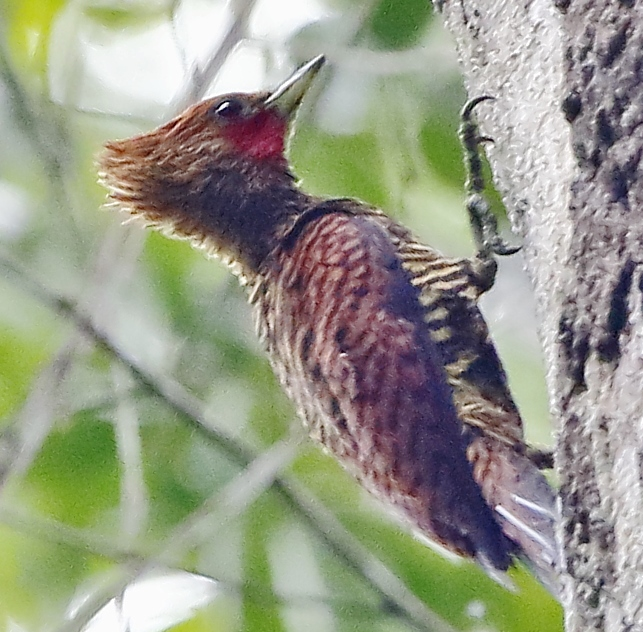
Celeus undatus
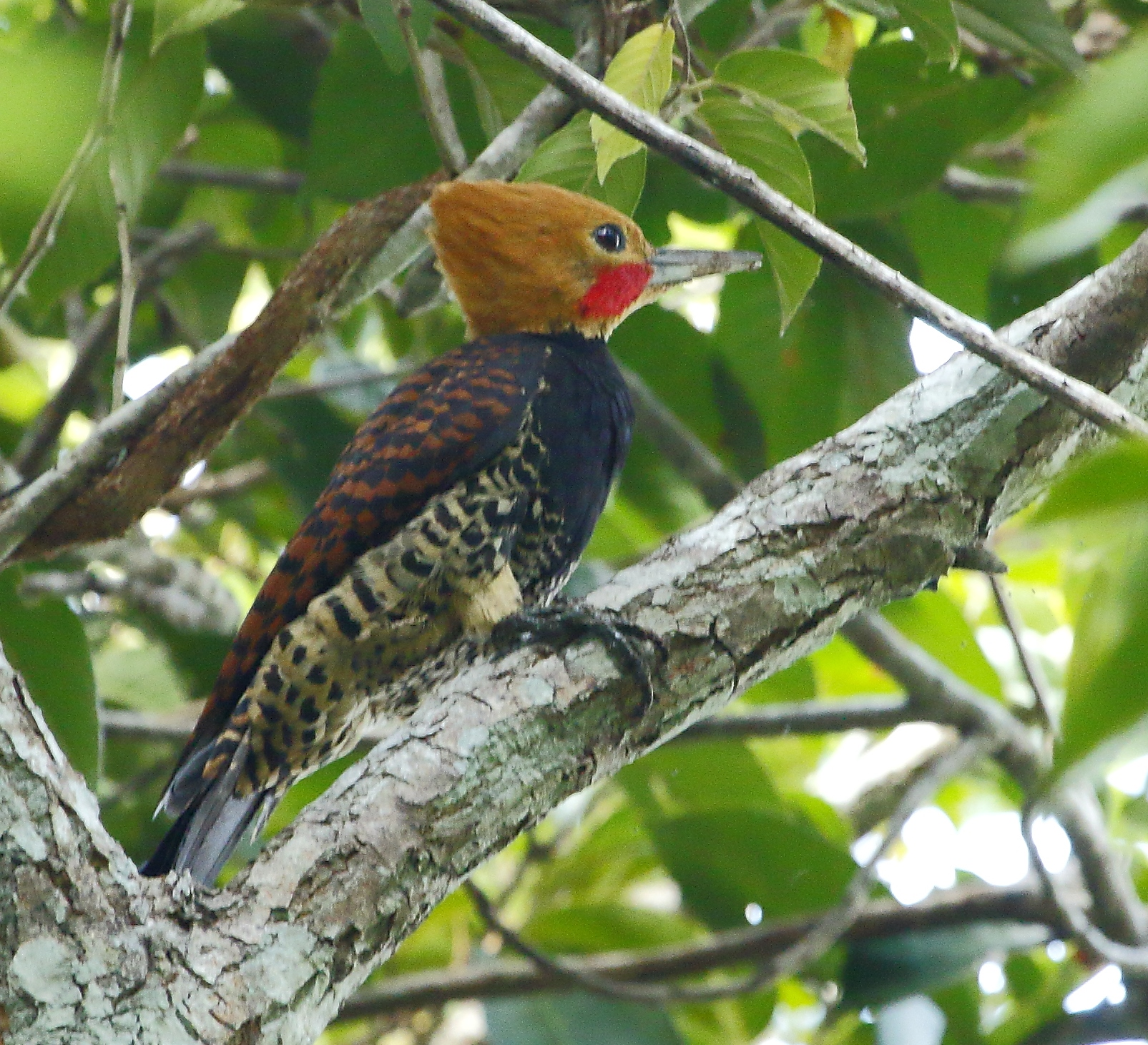
Celeus torquatus
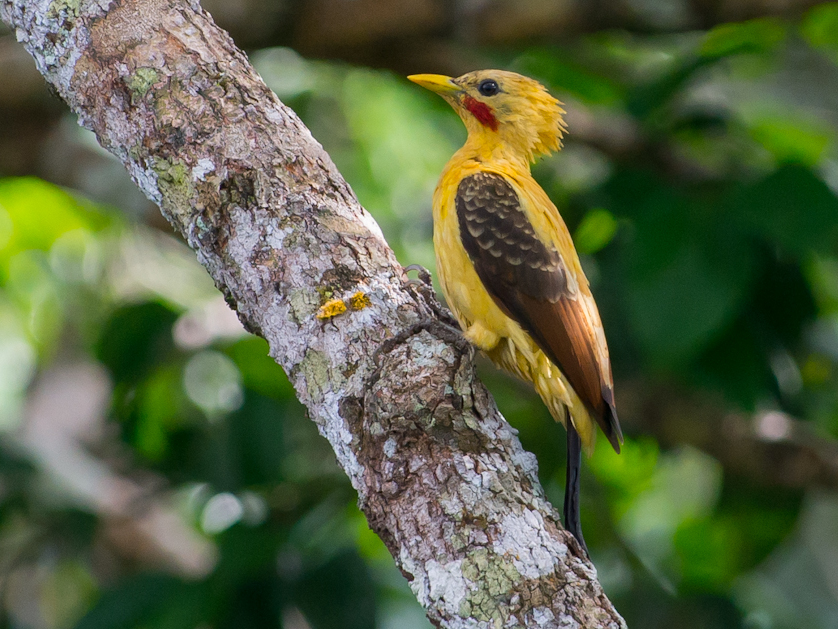
Ciocănitoare galbenă